# Kulak
Kulak (tiếng Nga: кулак) là từ ngữ từ thế kỷ 19 được dùng để chỉ phú nông  Sang đến thế kỷ 20 nó trở thành một nghĩa xấu. Sau cuộc cách mạng Tháng Mười 1917 và trong khung cảnh tập thể hóa nông nghiệp từ 1928 tới 1933 dưới thời Josef Stalin nghĩa "Kulak" trong các cuộc khích động quần chúng của Bolshevik dần dần để chỉ những người nông dân tự lập.
Đến năm 1917, các kulaks sở hữu hơn 90% diện tích đất canh tác ở châu Âu thuộc Nga, trong khi phần lớn nông dân Nga không có đất canh tác.
Trong thế chiến thứ nhất, các mặt hàng có giá trị nhất là ngũ cốc, và các kulaks đã đầu cơ, tích trữ lương thực: giá lương thực tăng cao hơn so với bất kỳ loại hàng hóa khác trong chiến tranh. Năm 1916, giá lương thực tăng cao hơn so với mức lương 3 lần, mặc dù vụ mùa bội thu trong cả hai năm 1915 và 1916. Giá ngũ cốc trong năm 1916, từ 2,5 rúp được dự đoán sẽ tăng lên đến 25 rúp. Với giá lương thực đắt đỏ, trong suốt năm 1916, người lao động ở đô thị Nga chỉ ăn trung bình khoảng từ 200 đến 300 gram lương thực cho mỗi ngày. Năm 1917, dân cư ở đô thị của Nga chỉ được phép mua 450 gram bánh mỳ cho mỗi người lớn, mỗi ngày. Cuộc sống khó khăn là nguyên nhân quan trọng khiến người dân Nga vùng dậy, đi theo cách mạng Tháng Mười.
Sau cuộc cách mạng Tháng Mười, như một kết quả của Sắc lệnh đất đai ngày 26 Tháng 10 năm 1917, những người nông dân nghèo được nhận đất đai từ các Kulaks. Bị tước mất đặc quyền đặc lợi, nhiều Kulak phản ứng bằng cách ủng hộ quân Bạch Vệ và quân ngoại quốc can thiệp vào Nga.
Để đáp trả, những Kulak này và các thân nhân bị xem là kẻ thù của giai cấp, bị đưa đi các trại lao động hay bị xử bắn. Một vài năm sau đó, nhiều Kulaks trong thời kỳ thanh lọc lại bị đưa đi hay bị hành quyết, đặc biệt nhờ có sự hỗ trợ của Sắc lệnh NKVD Nr. 00447 – theo từ của NKVD (Bộ Dân ủy Nội vụ) còn được gọi là chiến dịch Kulak.